# Paradise Cay, Kalifornija
Paradise Cay je gradić u američkoj saveznoj državi Kalifornija.